# 중국 축구 국가대표팀
중국 축구 국가대표팀(중국어 간체자: 中国国家足球队, 정체자: 中國國家足球隊, 병음: zhōngguó guójiā zúqiúduì 중궈궈자쭈추두이[*], 한자음: 중국국가족구대)은 중화인민공화국을 대표하는 축구 국가대표팀으로 중국 축구 협회에 의해 구성된다. 국제 축구 연맹에서는 China PR로 호칭되며 1912년부터 1949년까지 중화민국을 대표했고 1949년부터 중화인민공화국을 대표하고 있다.
1913년 2월 1일 필리핀 축구 국가대표팀과의 극동 선수권 대회에서 첫 번째 국제 경기를 치렀다. 2005년과 2010년 EAFF E-1 풋볼 챔피언십에서 우승했고 1984년과 2004년에 AFC 아시안컵 준우승을 획득했다.

## 국제 대회 경력

### FIFA 월드컵
2002년 대회를 통해 처음으로 월드컵 본선에 올랐으나 본선에서 코스타리카, 브라질, 튀르키예를 상대로 승점 단 1점도 획득하지 못한 채 3전 전패·C조 최하위의 처참한 성적으로 대회를 마감했으며 이후로는 월드컵 본선 기록이 전무한 상태이다.

### AFC 아시안컵
아시안컵 본선에는 14번 출전하여 이 중 1984년 대회와 2004년 대회에서 준우승의 성과를 거두는 등 6번의 대회에서 4강 이상의 성적을 기록했지만 이후의 본선에서는 이렇다 할 성과를 거두지 못하고 있다.

### 아시안 게임
성인대표팀 시절에는 7번 참가하여 이 중 3번의 대회에서 은메달 1개(1994년), 동메달 2개(1978년, 1998년)를 획득했고 U-23 대표팀으로는 6번 참가하여 3번의 대회(2002년, 2006년, 2022년)에서 8강에 올랐다.

### 하계 올림픽
올림픽 본선에는 성인대표팀과 U-23 대표팀을 통틀어 3번 출전했으나 3번의 대회에서 모두 초라한 성적으로 조별리그 탈락의 고배를 마셨으며 자국에서 열린 2008년 대회 이후로는 올림픽 본선 기록이 없다.

### EAFF E-1 풋볼 챔피언십
E-1 풋볼 챔피언십 결선리그에는 10번 참가하여 이 가운데 2005년과 2010년 대회에서 우승컵을 들어올리며 2000년대 이후 2번의 국제 대회 정상에 등극했다.

### 기타 국제 대회
아시안 게임 전신인 극동 선수권 대회 10번의 대회 가운데 금메달 9개를 쓸어갔고 은메달도 1개를 획득했으나 자국에서 열린 3번의 차이나컵에서는 단 1승도 없이 무승부나 패배만을 거듭하며 4팀 가운데 3위 또는 4위에 그쳤다.

## 최근 경기 결과 및 일정
승리
  무승부
  패배

### 2023년
| 친선경기 2023년 3월 23일 | 뉴질랜드 | 0 - 0 | 중화인민공화국 | 오클랜드, 뉴질랜드                                      |  |  |
| 20:00 UTC+13             |          | []    |                | 경기장: 고 미디어 스타디움 관중 수: 12,049 심판: (태국) |  |  |
|                          |          |       |                |                                                         |  |  |

| 친선경기 2023년 3월 26일 | 뉴질랜드                                      | 2 - 1 | 중화인민공화국   | 웰링턴, 뉴질랜드                                                |  |  |
| 16:00 UTC+13             | 주천제(朱辰杰) 42′ (자책골) · 매슈 갤버트 81′ | []    | 90+2′ 바둔(巴顿) | 경기장: 스카이 스타디움 관중 수: 10,307 심판: 김우성 (대한민국) |  |  |
|                          |                                               |       |                  |                                                                 |  |  |

| 친선경기 2023년 6월 16일 | 중화인민공화국                                                  | 4 - 0 | 미얀마 | 다롄, 중국                                                                     |  |  |
| 19:35 UTC+8              | 장린펑(张琳芃) 29′ · 린량밍(林良铭) 35′ · 우레이(武磊) 75′, 81′ | []    |        | 경기장: 다롄숴위완축구장(大连梭鱼湾足球场) 관중 수: 27,651 심판: 谷本涼 (일본) |  |  |
|                          |                                                                 |       |        |                                                                                |  |  |

| 친선경기 2023년 6월 20일 | 중화인민공화국                            | 2 - 0 | 팔레스타인 | 다롄, 중국                                                                                 |  |  |
| 19:35 UTC+8              | - 우레이(武磊) 34′ - 장광타이(蒋光太) 65′ | []    |            | 경기장: 다롄숴위완축구장(大连梭鱼湾足球场) 관중 수: 16,151 심판: 山本雄大(야마모토) (일본) |  |  |
|                          |                                           |       |            |                                                                                            |  |  |

| 친선경기 2023년 9월 9일 | 중화인민공화국     | 1–1 | 말레이시아      | 중국，청두(成都)                                                                                                  |  |  |
| 19:35 UTC+8             | 린량밍(林良铭) 36′ |     | 法赛尔·哈林 11′ | 경기장: 봉황산체육공원축구전용구장(凤凰山体育公园专业足球场) 관중 수: 26,138 심판: Abdulhadi Al Rowaily（카타르） |  |  |
|                         |                    |     |                 | |  |  |

| 친선경기 2023년 9월 12일 | 중화인민공화국 | 0-1 | 시리아            | 중국，청두(成都)                                             |  |  |
| 19:35 UTC+8              |                |     | 59′ 타에르 크루마 | 경기장: 봉황산체육공원축구전용구장(凤凰山体育公园专业足球场) |  |  |
|                          |                |     |                   |                                                              |  |  |

| 친선경기 2023년 10월 10일 | 중화인민공화국                          | 2 - 0 | 베트남 | 중국，다롄                                     |  |  |
| 19:35 UTC+8               | 왕추밍(王秋明) 56′ · 우레이(武磊) 90+8′ |       |        | 경기장: 다롄체육중심체육장(大连体育中心体育场) |  |  |
|                           |                                         |       |        |                                                |  |  |

| 친선경기 2023년 10월 16일 | 중화인민공화국 | 1 - 2 | 우즈베키스탄                                  | 중국，다롄                                     |  |  |
| 19:35 UTC+8               | 웨이스하오 41′ |       | 78′ 오타벡 슈쿠로프 · 86′ 잠시드 이스칸데로프 | 경기장: 다롄체육중심체육장(大连体育中心体育场) |  |  |
|                           |                |       |                                               |                                                |  |  |

| FIFA 월드컵 아시아 2차 예선 C조 2023년 11월 16일 | 태국          | 1 - 2 | 중화인민공화국            | 태국                                                          |  |  |
| 19:30 UTC+7                                      | 사랏 유옌 23′ | []    | 29′ 우레이 · 74′ 왕상위엔 | 경기장: 라차망칼라 스타디움 관중 수: 35,009 심판: 살만 팔라히 |  |  |
|                                                  |               |       |                           |                                                               |  |  |

| FIFA 월드컵 아시아 2차 예선 C조 2023년 11월 21일 | 중화인민공화국 | 0 - 3 | 한국                                  | 선전, 중국                                                                     |  |  |
| 20:00 UTC+8                                      |                | []    | 10′ (페널티), 44′ 손흥민 · 87′ 정승현 | 경기장: 선전 유니버시아드 스포츠 센터 관중 수: 39,969 심판: 압둘라흐만 알-자심 |  |  |
|                                                  |                |       |                                       |                                                                                |  |  |

| 친선경기 2023년 12월 29일 | 오만                                        | 2 - 0 | 중화인민공화국 | 아랍에미레이트연합，아부다비                                    |  |  |
| 19:15 UTC+4               | 알샤드 알 알라위 49′ · 무흐센 알 가사니 65′ |       |                | 경기장: 바니야스 스타디움 심판: 야햐 모하메드 알리 하산 알 물라 |  |  |
|                           |                                             |       |                |                                                                 |  |  |

### 2024년
| 친선경기 2024년 1월 1일 | 중화인민공화국 | 1 - 2 | 홍콩                      | 아랍에미레이트연합，아부다비                                                           |  |  |
| 17:30 UTC+4             | 탄룽(谭龙) 9′  |       | 51′, 59′ 푼퍼이힌(潘沛軒) | 경기장: 바니야스 스타디움 관중 수: 0(무관중경기) 심판: 야햐 모하메드 알리 하산 알 물라 |  |  |
|                         |                |       |                           |                                                                                        |  |  |

| 2023년 AFC 아시안컵 A조 2024년 1월 13일 | 중화인민공화국 | 0 - 0 | 타지키스탄 | 도하 ( 카타르)                                                           |  |  |
| 17:30 (UTC+3)                           |                |       |            | 경기장: 압둘라 빈 칼리파 스타디움 관중 수: 4001 심판: 모하메드 알-호이시 |  |  |
|                                         |                |       |            |                                                                          |  |  |

| 2023년 AFC 아시안컵 A조 2024년 1월 18일 | 중화인민공화국 | 0 - 0 | 레바논 | 도하 ( 카타르)                                       |  |  |
| 14:30 (UTC+3)                           |                |       |        | 경기장: 알투마마 경기장 관중 수: 14,137 심판: 고형진 |  |  |
|                                         |                |       |        |                                                      |  |  |

| 2023년 AFC 아시안컵 A조 2024년 1월 22일 | 카타르              | 1 - 0 | 중화인민공화국 | 도하 ( 카타르)                                                |  |  |
| 18:00 (UTC+3)                           | 하산 알하이도스 66′ |       |                | 경기장: 칼리파 국제경기장 관중 수: 42,104 심판: 압둘라 자말리 |  |  |
|                                         |                     |       |                |                                                               |  |  |

| FIFA 월드컵 아시아 2차 예선 C조 2024년 3월 21일 | 싱가포르                          | 2 - 2 | 중화인민공화국           | 싱가포르                                                    |  |  |
| 20:00 UTC+8                                     | 파리스 람리 52′ · 제이콥 말러 82′ | []    | 10′, 45+2′ 우레이 (武磊) | 경기장: 싱가포르 국립경기장 관중 수: 28,414 심판: 숀 에번스 |  |  |
|                                                 |                                   |       |                          |                                                             |  |  |

| FIFA 월드컵 아시아 2차 예선 C조 2024년 3월 26일 | 중화인민공화국                                                                    | 4 - 1 | 싱가포르        | 톈진, 중국                                                             |  |  |
| UTC+8                                           | 우레이 (武磊) 20′, 85′ · 페이난둬 (费南多) 64′ (페널티) · 웨이스하오 (韦世豪) 90′ | []    | 22′ 파리스 람리 | 경기장: 톈진 올림픽 센터 스타디움 관중 수: 42,977 심판: 오마르 알-알리 |  |  |
|                                                 |                                                                                   |       |                 |                                                                        |  |  |

| FIFA 월드컵 아시아 2차 예선 C조 2024년 6월 6일 | 중화인민공화국   | 1 - 1 | 태국              | 선양, 중국                                                                     |  |  |
| UTC+8                                          | 아부두와이리 79′ | []    | 20′ 수파촉 사라찻 | 경기장: 선양 올림픽 스포츠 센터 스타디움 관중 수: 46,979 심판: 일기즈 탄타셰프 |  |  |
|                                                |                  |       |                   |                                                                                |  |  |

| FIFA 월드컵 아시아 2차 예선 C조 2024년 6월 11일 | 한국       | 1 - 0 | 중화인민공화국 | 서울, 한국                                                        |  |  |
| 20:00 UTC+9                                     | 이강인 61′ | []    |                | 경기장: 서울월드컵경기장 관중 수: 64,935 심판: 모하메드 알 호이시 |  |  |
|                                                 |            |       |                |                                                                   |  |  |

| 2026년 FIFA 월드컵 아시아 지역 3차 예선 2024년 9월 5일 | 일본 | 7 - 0 | 중화인민공화국 | 일본, 사이타마                                 |  |  |
|                                                        | 엔도 와타루 12′ 미토마 가오루 45+2′ 미나미노 다쿠미 52′ 58′ 이토 준야 77′ 마에다 다이젠 86′ 구보 다케후사 90+5′ | []    |                | 경기장: 사이타마 스타디움 2002 관중 수: 52,398 |  |  |
|                                                        | |       |                |                                                |  |  |

| 2026년 FIFA 월드컵 아시아 지역 3차 예선 2024년 9월 10일 | 중화인민공화국 | 1 - 2 | 사우디아라비아 | 중국                                           |  |  |
|                                                         |                | []    |                | 경기장: 다롄 쒀위완 축구경기장 관중 수: 48,628 |  |  |
|                                                         |                |       |                |                                                |  |  |

| 2026년 FIFA 월드컵 아시아 지역 3차 예선 2024년 10월 10일 | 오스트레일리아 | 3 - 1 | 중화인민공화국 | 호주,애들레이드                         |  |  |
|                                                          |                | []    |                | 경기장: 애들레이드 오벌 관중 수: 46,291 |  |  |
|                                                          |                |       |                |                                         |  |  |

| 2026년 FIFA 월드컵 아시아 지역 3차 예선 2024년 10월 15일 | 중화인민공화국               | 2 - 1 | 인도네시아 | 중국,칭다오                               |  |  |
|                                                          | 21′베흐람 압두웨리 44′장위닝 | []    | 86′톰 헤이 | 경기장: 칭다오 청춘축구장 관중 수: 37,133 |  |  |
|                                                          |                              |       |            |                                           |  |  |

| 2026년 FIFA 월드컵 아시아 지역 3차 예선 2024년 11월 14일 | 바레인 | 0-1 | 중화인민공화국 | 바레인, 리파                                                |  |  |
| UTC+3                                                    |        | []  | 90+1′ 장위닝   | 경기장: 바레인 국립경기장 관중 수: 7921 심판: 아담 마하드메 |  |  |
|                                                          |        |     |                |                                                             |  |  |

| 2026년 FIFA 월드컵 아시아 지역 3차 예선 2024년 11월 19일 | 중화인민공화국 | 1 - 3 | 일본                                  | 중국, 샤먼 (厦门)                                          |  |  |
| UTC+8                                                    | 49′린량밍      | []    | 39, 53′ 오가와 고키 45+5′ 이타쿠라 고 | 경기장: 샤먼백로체육장 관중 수: 45,336 심판: 무하마드 타키 |  |  |
|                                                          |                |       |                                       |                                                            |  |  |

### 2025년
| 2026년 FIFA 월드컵 아시아 지역 3차 예선 2025년 3월 20일 | 사우디아라비아      | 1 - 0 | 중화인민공화국 | 사우디아라비아, 리야드                                                  |  |  |
| UTC+3                                                   | 50′ 살렘 알다우사리 | []    |                | 경기장: 사우드 국왕 대학교 경기장, 관중 수: 24,742 심판: 오마르 알 알리 |  |  |
|                                                         |                     |       |                |                                                                         |  |  |

| 2026년 FIFA 월드컵 아시아 지역 3차 예선 2025년 3월 25일 | 중화인민공화국 | 0 - 2 | 오스트레일리아                    | 중국, 항저우                                                        |  |  |
| UTC+8                                                   |                | []    | 16′ 잭슨 어빈 29′ 니샨 벨루필레이 | 경기장: 항저우 오체박람성 관중 수: 70,588 심판: 모우드 본야디파르드 |  |  |
|                                                         |                |       |                                   |                                                                     |  |  |

## 코칭스태프
| 직위        | 성명                | 국적       |
| ----------- | ------------------- | ---------- |
| 감독        | 장외룡              | 대한민국   |
| 수석코치    | 김시석              | 대한민국   |
| 코치        | 이상헌              | 대한민국   |
|             | 리웨이펑            | 중국       |
|             | 천타오              | 중국       |
| 골키퍼 코치 | 김진수              | 대한민국   |
|             | 어우추량            | 중국       |
| 피지컬 코치 | 마르코 스틸리노비치 | 크로아티아 |
| 경기 분석관 | 쉬한                | 중국       |
| 기술 분석관 | 파르자드 하비볼라히 | 이란       |

## 선수단

### 현재 선수 명단
2024년 8월 6일 중국 축구 협회에서 발표한 2026년 FIFA 월드컵에 출전하는 선수 명단이다.
출전 횟수와 골 수는 2024년 8월 6일 열린 과의 경기 이후 기준.
| 번호 | 위치 | 선수              | 생년월일 (나이)        | 출전 | 득점 | 소속             |
| ---- | ---- | ----------------- | ---------------------- | ---- | ---- | ---------------- |
|      | GK   | 옌쥔링            | 1991년 1월 28일(34세)  | 53   | 0    | 상하이 하이강    |
|      | GK   | 왕다레이          | 1989년 1월 10일(36세)  | 28   | 0    | 산둥 타이산      |
|      | GK   | 류뎬쭤            | 1990년 6월 25일(35세)  | 3    | 0    | 우한 싼전        |
|      | GK   | 젠타오            | 2001년 6월 22일(24세)  | 0    | 0    | 청두 룽청        |
|      |      |                   |                        |      |      |                  |
|      | DF   | 장린펑            | 1989년 5월 9일(36세)   | 100  | 6    | 상하이 하이강    |
|      | DF   | 주천제            | 2000년 8월 23일(24세)  | 22   | 1    | 상하이 선화      |
|      | DF   | 류양              | 1995년 6월 17일(30세)  | 21   | 0    | 산둥 타이산      |
|      | DF   | 타이어스 브라우닝 | 1994년 5월 30일(31세)  | 20   | 1    | 상하이 하이강    |
|      | DF   | 리레이            | 1992년 5월 30일(33세)  | 11   | 0    | 베이징 궈안      |
|      | DF   | 우사오충          | 2000년 3월 20일(25세)  | 6    | 0    | 겐츨레르비를리이 |
|      | DF   | 장성룽            | 2000년 12월 24일(24세) | 4    | 0    | 상하이 선화      |
|      | DF   | 쉬하오펑          | 1999년 1월 27일(26세)  | 3    | 0    | 선전             |
|      |      |                   |                        |      |      |                  |
|      | MF   | 우시              | 1989년 2월 19일(36세)  | 87   | 9    | 상하이 선화      |
|      | MF   | 쉬신              | 1994년 4월 19일(31세)  | 12   | 1    | 상하이 하이강    |
|      | MF   | 왕상위안          | 1993년 6월 2일(32세)   | 10   | 1    | 허난             |
|      | MF   | 다이위쭌          | 1999년 7월 25일(26세)  | 10   | 0    | 상하이 선화      |
|      | MF   | 왕추밍            | 1993년 1월 9일(32세)   | 4    | 1    | 톈진 진먼후      |
|      | MF   | 가오톈이          | 1998년 7월 1일(27세)   | 4    | 0    | 베이징 궈안      |
|      |      |                   |                        |      |      |                  |
|      | FW   | 우레이            | 1991년 11월 19일(33세) | 89   | 32   | 상하이 하이강    |
|      | FW   | 웨이스하오        | 1995년 4월 8일(30세)   | 24   | 3    | 우한 싼전        |
|      | FW   | 장위닝            | 1997년 1월 5일(28세)   | 23   | 5    | 베이징 궈안      |
|      | FW   | 류빈빈            | 1993년 6월 16일(32세)  | 16   | 1    | 산둥 타이산      |
|      | FW   | 탄룽              | 1988년 4월 1일(37세)   | 15   | 2    | 창춘 야타이      |
|      | FW   | 셰펑페이          | 1993년 6월 29일(32세)  | 12   | 0    | 우한 싼전        |
|      | FW   | 천푸              | 1997년 1월 15일(28세)  | 7    | 0    | 산둥 타이산      |
|      | FW   | 린량밍            | 1997년 6월 4일(28세)   | 5    | 2    | 다롄 프로        |

### 최근 1년 이내에 차출된 선수 명단
| DF | 왕선차오 | 1989년 2월 8일(36세)  | 19 | 0 | {{나라자료 CHNl최근 소집=v. 시리아, 2023년 9월 12일     | 국기그림/구현                   | 변수= | 크기= }} 상하이 하이강 | {{{최근 소집}}} |
| DF | 덩한원   | 1995년 1월 8일(30세)  | 14 | 2 | {{나라자료 CHNl최근 소집=v. 시리아, 2023년 9월 12일     | 국기그림/구현                   | 변수= | 크기= }} 우한 싼전     | {{{최근 소집}}} |
| DF | 가오준이 | 1995년 8월 21일(29세) | 11 | 0 | {{나라자료 CHNl최근 소집=v. 시리아, 2023년 9월 12일     | 국기그림/구현                   | 변수= | 크기= }} 우한 싼전     | {{{최근 소집}}} |
| DF | 웨이전   | 1997년 2월 12일(28세) | 2  | 0 | {{나라자료 CHNl최근 소집=v. 시리아, 2023년 9월 12일     | 국기그림/구현                   | 변수= | 크기= }} 상하이 하이강 | {{{최근 소집}}} |
| DF | 리솨이   | 1995년 6월 18일(30세) | 1  | 0 | {{나라자료 CHNl최근 소집=v. 시리아, 2023년 9월 12일     | 국기그림/구현                   | 변수= | 크기= }} 상하이 하이강 | {{{최근 소집}}} |
| DF | 밍톈     | 1995년 4월 8일(30세)  | 5  | 0 | {{나라자료 CHNl최근 소집=v. 팔레스타인, 2023년 6월 20일 | 국기그림/구현                   | 변수= | 크기= }} 톈진 진먼후   | {{{최근 소집}}} |
| DF | 런항     | 1989년 2월 23일(36세) | 32 | 1 | 우한 싼전                                               | v. 뉴질랜드, 2023년 3월 23일INJ |       |                        |                 |
| DF | 류이밍   | 1995년 2월 28일(30세) | 13 | 0 | 우한 싼전                                               | v. 뉴질랜드, 2023년 3월 23일    |       |                        |                 |
| DF | 리앙     | 1993년 9월 15일(31세) | 8  | 0 | 상하이 하이강                                           | v. 뉴질랜드, 2023년 3월 23일    |       |                        |                 |
|    |          |                       |    |   |                                                         |                                 |       |                        |                 |
| MF | 장자치   | 1991년 12월 9일(33세) | 5  | 0 | {{나라자료 CHNl최근 소집=v. 팔레스타인, 2023년 6월 20일 | 국기그림/구현                   | 변수= | 크기= }} 저장          | {{{최근 소집}}} |
| MF | 쑨궈원   | 1993년 9월 30일(31세) | 1  | 0 | 다롄 프로                                               | {{{최근 소집}}}                 |       |                        |                 |
| MF | 허차오   | 1995년 4월 19일(30세) | 8  | 0 | 우한 싼전                                               | v. 뉴질랜드, 2023년 3월 23일    |       |                        |                 |
|    |          |                       |    |   |                                                         |                                 |       |                        |                 |
| FW | 이우케종 | 1989년 7월 13일(36세) | 13 | 4 | 청두 룽청                                               | {{{최근 소집}}}                 |       |                        |                 |
| FW | 왕쯔밍   | 1996년 8월 5일(29세)  | 2  | 0 | 베이징 궈안                                             | {{{최근 소집}}}                 |       |                        |                 |
| FW | 바둔     | 1995년 9월 16일(29세) | 2  | 1 | 톈진 진먼후                                             | {{{최근 소집}}}                 |       |                        |                 |

- PRE 예비 명단 / 대기
- INJ 부상

DF Niu Ziyi 뉴쯔이

## 개인 기록

### 선수 기록

#### 최다 출장 선수
| # | 이름       | 활동 기간 | 경기 | 골 |
| - | ---------- | --------- | ---- | -- |
| 1 | 리웨이펑   | 1998-2011 | 112  | 14 |
| 2 | 가오린     | 2005-     | 109  | 22 |
| 3 | 정즈       | 2002-     | 108  | 15 |
| 4 | 하오하이둥 | 1992-2004 | 106  | 41 |
| 4 | 판즈이     | 1992-2002 | 106  | 17 |
| 6 | 리톄       | 1997-2007 | 92   | 6  |
| 7 | 자오쉬르   | 2003-     | 87   | 2  |
| 8 | 마밍위     | 1996-2002 | 86   | 12 |
| 8 | 리밍       | 1992-2004 | 86   | 8  |
| 8 | 주보       | 1983-1993 | 86   | 1  |

#### 최다 득점 선수
| # | 이름       | 활동 기간 | 골 | 경기 |
| - | ---------- | --------- | -- | ---- |
| 1 | 하오하이둥 | 1992-2004 | 41 | 106  |
| 2 | 양쉬       | 2009-     | 28 | 53   |
| 3 | 쑤마오전   | 1994-2002 | 27 | 53   |
| 4 | 리진위     | 1997-2008 | 24 | 70   |
| 5 | 가오린     | 2005-     | 22 | 109  |
| 6 | 마린       | 1985-1990 | 21 | 45   |
| 7 | 류하이광   | 1983-1990 | 20 | 58   |
| 8 | 자오다위   | 1982-1986 | 19 | 29   |
| 8 | 리빙       | 1992-2001 | 19 | 67   |
| 8 | 위다바오   | 2010-     | 19 | 57   |

## 국제대회 기록

### FIFA 월드컵
| FIFA 월드컵 본선 기록 | FIFA 월드컵 본선 기록         | FIFA 월드컵 본선 기록         | FIFA 월드컵 본선 기록         | FIFA 월드컵 본선 기록         | FIFA 월드컵 본선 기록         | FIFA 월드컵 본선 기록         | FIFA 월드컵 본선 기록         | FIFA 월드컵 본선 기록         | FIFA 월드컵 본선 기록         | FIFA 월드컵 예선 기록                     | FIFA 월드컵 예선 기록                     | FIFA 월드컵 예선 기록                     | FIFA 월드컵 예선 기록                     | FIFA 월드컵 예선 기록                     | FIFA 월드컵 예선 기록                     | FIFA 월드컵 예선 기록                     |
| 년도                  | 결과                          | 순위                          | 경기                          | 승                            | 무*                           | 패                            | 득점                          | 실점                          | 승점                          | 경기                                      | 승                                        | 무*                                       | 패                                        | 득점                                      | 실점                                      | 승점                                      |
| --------------------- | ----------------------------- | ----------------------------- | ----------------------------- | ----------------------------- | ----------------------------- | ----------------------------- | ----------------------------- | ----------------------------- | ----------------------------- | ----------------------------------------- | ----------------------------------------- | ----------------------------------------- | ----------------------------------------- | ----------------------------------------- | ----------------------------------------- | ----------------------------------------- |
| 1930년                | 중화민국                      | 중화민국                      | 중화민국                      | 중화민국                      | 중화민국                      | 중화민국                      | 중화민국                      | 중화민국                      | 중화민국                      | 중화민국                                  | 중화민국                                  | 중화민국                                  | 중화민국                                  | 중화민국                                  | 중화민국                                  | 중화민국                                  |
| 1934년                | 중화민국                      | 중화민국                      | 중화민국                      | 중화민국                      | 중화민국                      | 중화민국                      | 중화민국                      | 중화민국                      | 중화민국                      | 중화민국                                  | 중화민국                                  | 중화민국                                  | 중화민국                                  | 중화민국                                  | 중화민국                                  | 중화민국                                  |
| 1938년                | 중화민국                      | 중화민국                      | 중화민국                      | 중화민국                      | 중화민국                      | 중화민국                      | 중화민국                      | 중화민국                      | 중화민국                      | 중화민국                                  | 중화민국                                  | 중화민국                                  | 중화민국                                  | 중화민국                                  | 중화민국                                  | 중화민국                                  |
| 1950년                | 비회원국                      | 비회원국                      | 비회원국                      | 비회원국                      | 비회원국                      | 비회원국                      | 비회원국                      | 비회원국                      | 비회원국                      |                                           |                                           |                                           |                                           |                                           |                                           |                                           |
| 1954년                | 비회원국                      | 비회원국                      | 비회원국                      | 비회원국                      | 비회원국                      | 비회원국                      | 비회원국                      | 비회원국                      | 비회원국                      |                                           |                                           |                                           |                                           |                                           |                                           |                                           |
| 1958년                | 예선 탈락                     | 예선 탈락                     | 예선 탈락                     | 예선 탈락                     | 예선 탈락                     | 예선 탈락                     | 예선 탈락                     | 예선 탈락                     | 예선 탈락                     | 3                                         | 1                                         | 1                                         | 1                                         | 4                                         | 5                                         | 4                                         |
| 1962년                | 비회원국(FIFA와 AFC에서 탈퇴) | 비회원국(FIFA와 AFC에서 탈퇴) | 비회원국(FIFA와 AFC에서 탈퇴) | 비회원국(FIFA와 AFC에서 탈퇴) | 비회원국(FIFA와 AFC에서 탈퇴) | 비회원국(FIFA와 AFC에서 탈퇴) | 비회원국(FIFA와 AFC에서 탈퇴) | 비회원국(FIFA와 AFC에서 탈퇴) | 비회원국(FIFA와 AFC에서 탈퇴) | 비회원국(FIFA와 AFC에서 탈퇴)             | 비회원국(FIFA와 AFC에서 탈퇴)             | 비회원국(FIFA와 AFC에서 탈퇴)             | 비회원국(FIFA와 AFC에서 탈퇴)             | 비회원국(FIFA와 AFC에서 탈퇴)             | 비회원국(FIFA와 AFC에서 탈퇴)             | 비회원국(FIFA와 AFC에서 탈퇴)             |
| 1966년                | 비회원국(FIFA와 AFC에서 탈퇴) | 비회원국(FIFA와 AFC에서 탈퇴) | 비회원국(FIFA와 AFC에서 탈퇴) | 비회원국(FIFA와 AFC에서 탈퇴) | 비회원국(FIFA와 AFC에서 탈퇴) | 비회원국(FIFA와 AFC에서 탈퇴) | 비회원국(FIFA와 AFC에서 탈퇴) | 비회원국(FIFA와 AFC에서 탈퇴) | 비회원국(FIFA와 AFC에서 탈퇴) | 비회원국(FIFA와 AFC에서 탈퇴)             | 비회원국(FIFA와 AFC에서 탈퇴)             | 비회원국(FIFA와 AFC에서 탈퇴)             | 비회원국(FIFA와 AFC에서 탈퇴)             | 비회원국(FIFA와 AFC에서 탈퇴)             | 비회원국(FIFA와 AFC에서 탈퇴)             | 비회원국(FIFA와 AFC에서 탈퇴)             |
| 1970년                | 비회원국(FIFA와 AFC에서 탈퇴) | 비회원국(FIFA와 AFC에서 탈퇴) | 비회원국(FIFA와 AFC에서 탈퇴) | 비회원국(FIFA와 AFC에서 탈퇴) | 비회원국(FIFA와 AFC에서 탈퇴) | 비회원국(FIFA와 AFC에서 탈퇴) | 비회원국(FIFA와 AFC에서 탈퇴) | 비회원국(FIFA와 AFC에서 탈퇴) | 비회원국(FIFA와 AFC에서 탈퇴) | 비회원국(FIFA와 AFC에서 탈퇴)             | 비회원국(FIFA와 AFC에서 탈퇴)             | 비회원국(FIFA와 AFC에서 탈퇴)             | 비회원국(FIFA와 AFC에서 탈퇴)             | 비회원국(FIFA와 AFC에서 탈퇴)             | 비회원국(FIFA와 AFC에서 탈퇴)             | 비회원국(FIFA와 AFC에서 탈퇴)             |
| 1974년                | 비회원국(FIFA와 AFC에서 탈퇴) | 비회원국(FIFA와 AFC에서 탈퇴) | 비회원국(FIFA와 AFC에서 탈퇴) | 비회원국(FIFA와 AFC에서 탈퇴) | 비회원국(FIFA와 AFC에서 탈퇴) | 비회원국(FIFA와 AFC에서 탈퇴) | 비회원국(FIFA와 AFC에서 탈퇴) | 비회원국(FIFA와 AFC에서 탈퇴) | 비회원국(FIFA와 AFC에서 탈퇴) | 비회원국(FIFA와 AFC에서 탈퇴)             | 비회원국(FIFA와 AFC에서 탈퇴)             | 비회원국(FIFA와 AFC에서 탈퇴)             | 비회원국(FIFA와 AFC에서 탈퇴)             | 비회원국(FIFA와 AFC에서 탈퇴)             | 비회원국(FIFA와 AFC에서 탈퇴)             | 비회원국(FIFA와 AFC에서 탈퇴)             |
| 1978년                | 비회원국(FIFA와 AFC에서 탈퇴) | 비회원국(FIFA와 AFC에서 탈퇴) | 비회원국(FIFA와 AFC에서 탈퇴) | 비회원국(FIFA와 AFC에서 탈퇴) | 비회원국(FIFA와 AFC에서 탈퇴) | 비회원국(FIFA와 AFC에서 탈퇴) | 비회원국(FIFA와 AFC에서 탈퇴) | 비회원국(FIFA와 AFC에서 탈퇴) | 비회원국(FIFA와 AFC에서 탈퇴) | 비회원국(FIFA와 AFC에서 탈퇴)             | 비회원국(FIFA와 AFC에서 탈퇴)             | 비회원국(FIFA와 AFC에서 탈퇴)             | 비회원국(FIFA와 AFC에서 탈퇴)             | 비회원국(FIFA와 AFC에서 탈퇴)             | 비회원국(FIFA와 AFC에서 탈퇴)             | 비회원국(FIFA와 AFC에서 탈퇴)             |
| 1982년                | 예선 탈락                     | 예선 탈락                     | 예선 탈락                     | 예선 탈락                     | 예선 탈락                     | 예선 탈락                     | 예선 탈락                     | 예선 탈락                     | 예선 탈락                     | 12                                        | 7                                         | 2                                         | 3                                         | 19                                        | 8                                         | 23                                        |
| 1986년                | 예선 탈락                     | 예선 탈락                     | 예선 탈락                     | 예선 탈락                     | 예선 탈락                     | 예선 탈락                     | 예선 탈락                     | 예선 탈락                     | 예선 탈락                     | 6                                         | 4                                         | 1                                         | 1                                         | 23                                        | 2                                         | 13                                        |
| 1990년                | 예선 탈락                     | 예선 탈락                     | 예선 탈락                     | 예선 탈락                     | 예선 탈락                     | 예선 탈락                     | 예선 탈락                     | 예선 탈락                     | 예선 탈락                     | 11                                        | 7                                         | 0                                         | 4                                         | 18                                        | 9                                         | 21                                        |
| 1994년                | 예선 탈락                     | 예선 탈락                     | 예선 탈락                     | 예선 탈락                     | 예선 탈락                     | 예선 탈락                     | 예선 탈락                     | 예선 탈락                     | 예선 탈락                     | 8                                         | 6                                         | 0                                         | 2                                         | 18                                        | 4                                         | 18                                        |
| 1998년                | 예선 탈락                     | 예선 탈락                     | 예선 탈락                     | 예선 탈락                     | 예선 탈락                     | 예선 탈락                     | 예선 탈락                     | 예선 탈락                     | 예선 탈락                     | 14                                        | 8                                         | 3                                         | 3                                         | 24                                        | 16                                        | 27                                        |
| 2002년                | 조별리그                      | 31위                          | 3                             | 0                             | 0                             | 3                             | 0                             | 9                             | 0                             | 14                                        | 12                                        | 1                                         | 1                                         | 38                                        | 5                                         | 37                                        |
| 2006년                | 예선 탈락                     | 예선 탈락                     | 예선 탈락                     | 예선 탈락                     | 예선 탈락                     | 예선 탈락                     | 예선 탈락                     | 예선 탈락                     | 예선 탈락                     | 6                                         | 5                                         | 0                                         | 1                                         | 14                                        | 1                                         | 15                                        |
| 2010년                | 예선 탈락                     | 예선 탈락                     | 예선 탈락                     | 예선 탈락                     | 예선 탈락                     | 예선 탈락                     | 예선 탈락                     | 예선 탈락                     | 예선 탈락                     | 8                                         | 3                                         | 3                                         | 2                                         | 14                                        | 4                                         | 12                                        |
| 2014년                | 예선 탈락                     | 예선 탈락                     | 예선 탈락                     | 예선 탈락                     | 예선 탈락                     | 예선 탈락                     | 예선 탈락                     | 예선 탈락                     | 예선 탈락                     | 8                                         | 5                                         | 0                                         | 3                                         | 23                                        | 9                                         | 15                                        |
| 2018년                | 예선 탈락                     | 예선 탈락                     | 예선 탈락                     | 예선 탈락                     | 예선 탈락                     | 예선 탈락                     | 예선 탈락                     | 예선 탈락                     | 예선 탈락                     | 18                                        | 8                                         | 5                                         | 5                                         | 35                                        | 11                                        | 29                                        |
| 2022년                | 예선 탈락                     | 예선 탈락                     | 예선 탈락                     | 예선 탈락                     | 예선 탈락                     | 예선 탈락                     | 예선 탈락                     | 예선 탈락                     | 예선 탈락                     | 18                                        | 7                                         | 4                                         | 7                                         | 39                                        | 22                                        | 25                                        |
| 2026년                | 예선 탈락                     | 예선 탈락                     | 예선 탈락                     | 예선 탈락                     | 예선 탈락                     | 예선 탈락                     | 예선 탈락                     | 예선 탈락                     | 예선 탈락                     | 15                                        | 4                                         | 2                                         | 9                                         | 15                                        | 29                                        | 14                                        |
| 2030년                | 미정                          | 미정                          | 미정                          | 미정                          | 미정                          | 미정                          | 미정                          | 미정                          | 미정                          | 미정                                      | 미정                                      | 미정                                      | 미정                                      | 미정                                      | 미정                                      | 미정                                      |
| 2034년                | 미정                          | 미정                          | 미정                          | 미정                          | 미정                          | 미정                          | 미정                          | 미정                          | 미정                          | 미정                                      | 미정                                      | 미정                                      | 미정                                      | 미정                                      | 미정                                      | 미정                                      |
| 합계                  | 1회 진출(1/12)                | 조별리그(1회)                 | 3                             | 0                             | 0                             | 3                             | 0                             | 9                             | 0                             | 122                                       | 70                                        | 18                                        | 34                                        | 250                                       | 97                                        | 228                                       |
| 순위                  | FIFA 월드컵 역대 순위 : 76위  | FIFA 월드컵 역대 순위 : 76위  | FIFA 월드컵 역대 순위 : 76위  | FIFA 월드컵 역대 순위 : 76위  | FIFA 월드컵 역대 순위 : 76위  | FIFA 월드컵 역대 순위 : 76위  | FIFA 월드컵 역대 순위 : 76위  | FIFA 월드컵 역대 순위 : 76위  | FIFA 월드컵 역대 순위 : 76위  | 월드컵 예선 승점 순위 : 30위 (아시아 6위) | 월드컵 예선 승점 순위 : 30위 (아시아 6위) | 월드컵 예선 승점 순위 : 30위 (아시아 6위) | 월드컵 예선 승점 순위 : 30위 (아시아 6위) | 월드컵 예선 승점 순위 : 30위 (아시아 6위) | 월드컵 예선 승점 순위 : 30위 (아시아 6위) | 월드컵 예선 승점 순위 : 30위 (아시아 6위) |

자세한 내용은 중국의 FIFA 월드컵 성적 항목 참조.

### AFC 아시안컵(본선)
| 1956년 | 비회원국                     | 비회원국                     | 비회원국                     | 비회원국                     | 비회원국                     | 비회원국                     | 비회원국                     | 비회원국                     | 비회원국                     | 비회원국                     | 비회원국                     | 비회원국                     | 비회원국                     | 비회원국                     | 비회원국                     | 비회원국                     |
| 1960년 | 비회원국                     | 비회원국                     | 비회원국                     | 비회원국                     | 비회원국                     | 비회원국                     | 비회원국                     | 비회원국                     | 비회원국                     | 비회원국                     | 비회원국                     | 비회원국                     | 비회원국                     | 비회원국                     | 비회원국                     | 비회원국                     |
| 1964년 | 비회원국                     | 비회원국                     | 비회원국                     | 비회원국                     | 비회원국                     | 비회원국                     | 비회원국                     | 비회원국                     | 비회원국                     | 비회원국                     | 비회원국                     | 비회원국                     | 비회원국                     | 비회원국                     | 비회원국                     | 비회원국                     |
| 1968년 | 비회원국                     | 비회원국                     | 비회원국                     | 비회원국                     | 비회원국                     | 비회원국                     | 비회원국                     | 비회원국                     | 비회원국                     | 비회원국                     | 비회원국                     | 비회원국                     | 비회원국                     | 비회원국                     | 비회원국                     | 비회원국                     |
| 1972년 | 비회원국                     | 비회원국                     | 비회원국                     | 비회원국                     | 비회원국                     | 비회원국                     | 비회원국                     | 비회원국                     | 비회원국                     | 비회원국                     | 비회원국                     | 비회원국                     | 비회원국                     | 비회원국                     | 비회원국                     | 비회원국                     |
| 1976년 | 4강                          | 3위                          | 4                            | 1                            | 1                            | 2                            | 2                            | 4                            | 4                            | 5                            | 4                            | 0                            | 1                            | 14                           | 4                            | 12                           |
| 1980년 | 조별리그                     | 7위                          | 4                            | 1                            | 1                            | 2                            | 9                            | 5                            | 4                            | 3                            | 2                            | 0                            | 1                            | 5                            | 2                            | 6                            |
| 1984년 | 준우승                       | 2위                          | 6                            | 4                            | 0                            | 2                            | 11                           | 4                            | 12                           | 4                            | 4                            | 0                            | 0                            | 15                           | 0                            | 12                           |
| 1988년 | 4강                          | 4위                          | 6                            | 2                            | 2                            | 2                            | 7                            | 5                            | 8                            | 5                            | 2                            | 3                            | 0                            | 10                           | 1                            | 9                            |
| 1992년 | 4강                          | 3위                          | 5                            | 1                            | 3                            | 1                            | 6                            | 6                            | 6                            | 3                            | 3                            | 0                            | 0                            | 7                            | 0                            | 9                            |
| 1996년 | 8강                          | 8위                          | 4                            | 1                            | 0                            | 3                            | 6                            | 7                            | 3                            | 3                            | 3                            | 0                            | 0                            | 16                           | 1                            | 9                            |
| 2000년 | 4강                          | 4위                          | 6                            | 2                            | 2                            | 2                            | 11                           | 7                            | 8                            | 3                            | 3                            | 0                            | 0                            | 29                           | 0                            | 9                            |
| 2004년 | 준우승                       | 2위                          | 6                            | 3                            | 2                            | 1                            | 13                           | 6                            | 11                           | 자동참가(개최국)             | 자동참가(개최국)             | 자동참가(개최국)             | 자동참가(개최국)             | 자동참가(개최국)             | 자동참가(개최국)             | 자동참가(개최국)             |
| 2007년 | 조별리그                     | 9위                          | 3                            | 1                            | 1                            | 1                            | 7                            | 6                            | 4                            | 6                            | 3                            | 2                            | 1                            | 7                            | 3                            | 11                           |
| 2011년 | 조별리그                     | 9위                          | 3                            | 1                            | 1                            | 1                            | 4                            | 4                            | 4                            | 6                            | 4                            | 1                            | 1                            | 13                           | 5                            | 13                           |
| 2015년 | 8강                          | 7위                          | 4                            | 3                            | 0                            | 1                            | 5                            | 4                            | 9                            | 6                            | 2                            | 2                            | 2                            | 5                            | 6                            | 8                            |
| 2019년 | 8강                          | 6위                          | 5                            | 3                            | 0                            | 2                            | 7                            | 7                            | 9                            | 8                            | 5                            | 2                            | 1                            | 27                           | 1                            | 17                           |
| 2023년 | 조별리그                     | 18위                         | 3                            | 0                            | 2                            | 1                            | 0                            | 1                            | 2                            | 8                            | 6                            | 1                            | 1                            | 30                           | 3                            | 19                           |
| 2027년 | 본선 진출                    | 본선 진출                    | 본선 진출                    | 본선 진출                    | 본선 진출                    | 본선 진출                    | 본선 진출                    | 본선 진출                    | 본선 진출                    | 6                            | 2                            | 2                            | 2                            | 9                            | 9                            | 8                            |
| 합계   | 14회 진출(14/19)             | 준우승(2회)                  | 59                           | 23                           | 15                           | 21                           | 88                           | 66                           | 84                           | 62                           | 39                           | 13                           | 10                           | 170                          | 34                           | 130                          |
| 순위   | AFC 아시안컵 역대 순위 : 4위 | AFC 아시안컵 역대 순위 : 4위 | AFC 아시안컵 역대 순위 : 4위 | AFC 아시안컵 역대 순위 : 4위 | AFC 아시안컵 역대 순위 : 4위 | AFC 아시안컵 역대 순위 : 4위 | AFC 아시안컵 역대 순위 : 4위 | AFC 아시안컵 역대 순위 : 4위 | AFC 아시안컵 역대 순위 : 4위 | AFC 아시안컵 역대 순위 : ?위 | AFC 아시안컵 역대 순위 : ?위 | AFC 아시안컵 역대 순위 : ?위 | AFC 아시안컵 역대 순위 : ?위 | AFC 아시안컵 역대 순위 : ?위 | AFC 아시안컵 역대 순위 : ?위 | AFC 아시안컵 역대 순위 : ?위 |

자세한 내용은 중국의 AFC 아시안컵 성적 항목 참조.

### 하계 올림픽
| 올림픽 축구 기록                  | 올림픽 축구 기록  | 올림픽 축구 기록  | 올림픽 축구 기록  | 올림픽 축구 기록  | 올림픽 축구 기록  | 올림픽 축구 기록  | 올림픽 축구 기록  | 올림픽 축구 기록  | 올림픽 축구 기록  |
| 년도                              | 결과              | 순위              | 경기              | 승                | 무*               | 패                | 득점              | 실점              | 승점              |
| --------------------------------- | ----------------- | ----------------- | ----------------- | ----------------- | ----------------- | ----------------- | ----------------- | ----------------- | ----------------- |
| 1900년                            | 중화민국으로 출전 | 중화민국으로 출전 | 중화민국으로 출전 | 중화민국으로 출전 | 중화민국으로 출전 | 중화민국으로 출전 | 중화민국으로 출전 | 중화민국으로 출전 | 중화민국으로 출전 |
| 1904년                            | 중화민국으로 출전 | 중화민국으로 출전 | 중화민국으로 출전 | 중화민국으로 출전 | 중화민국으로 출전 | 중화민국으로 출전 | 중화민국으로 출전 | 중화민국으로 출전 | 중화민국으로 출전 |
| 1908년                            | 중화민국으로 출전 | 중화민국으로 출전 | 중화민국으로 출전 | 중화민국으로 출전 | 중화민국으로 출전 | 중화민국으로 출전 | 중화민국으로 출전 | 중화민국으로 출전 | 중화민국으로 출전 |
| 1912년                            | 중화민국으로 출전 | 중화민국으로 출전 | 중화민국으로 출전 | 중화민국으로 출전 | 중화민국으로 출전 | 중화민국으로 출전 | 중화민국으로 출전 | 중화민국으로 출전 | 중화민국으로 출전 |
| 1920년                            | 중화민국으로 출전 | 중화민국으로 출전 | 중화민국으로 출전 | 중화민국으로 출전 | 중화민국으로 출전 | 중화민국으로 출전 | 중화민국으로 출전 | 중화민국으로 출전 | 중화민국으로 출전 |
| 1924년                            | 중화민국으로 출전 | 중화민국으로 출전 | 중화민국으로 출전 | 중화민국으로 출전 | 중화민국으로 출전 | 중화민국으로 출전 | 중화민국으로 출전 | 중화민국으로 출전 | 중화민국으로 출전 |
| 1928년                            | 중화민국으로 출전 | 중화민국으로 출전 | 중화민국으로 출전 | 중화민국으로 출전 | 중화민국으로 출전 | 중화민국으로 출전 | 중화민국으로 출전 | 중화민국으로 출전 | 중화민국으로 출전 |
| 1936년                            | 중화민국으로 출전 | 중화민국으로 출전 | 중화민국으로 출전 | 중화민국으로 출전 | 중화민국으로 출전 | 중화민국으로 출전 | 중화민국으로 출전 | 중화민국으로 출전 | 중화민국으로 출전 |
| 1948년                            | 중화민국으로 출전 | 중화민국으로 출전 | 중화민국으로 출전 | 중화민국으로 출전 | 중화민국으로 출전 | 중화민국으로 출전 | 중화민국으로 출전 | 중화민국으로 출전 | 중화민국으로 출전 |
| 1952년                            | 불참              | 불참              | 불참              | 불참              | 불참              | 불참              | 불참              | 불참              | 불참              |
| 1956년                            | 예선 통과 후 기권 | 예선 통과 후 기권 | 예선 통과 후 기권 | 예선 통과 후 기권 | 예선 통과 후 기권 | 예선 통과 후 기권 | 예선 통과 후 기권 | 예선 통과 후 기권 | 예선 통과 후 기권 |
| 1960년                            | 불참              | 불참              | 불참              | 불참              | 불참              | 불참              | 불참              | 불참              | 불참              |
| 1964년                            | 불참              | 불참              | 불참              | 불참              | 불참              | 불참              | 불참              | 불참              | 불참              |
| 1968년                            | 불참              | 불참              | 불참              | 불참              | 불참              | 불참              | 불참              | 불참              | 불참              |
| 1972년                            | 불참              | 불참              | 불참              | 불참              | 불참              | 불참              | 불참              | 불참              | 불참              |
| 1976년                            | 불참              | 불참              | 불참              | 불참              | 불참              | 불참              | 불참              | 불참              | 불참              |
| 1980년                            | 진출 실패         | 진출 실패         | 진출 실패         | 진출 실패         | 진출 실패         | 진출 실패         | 진출 실패         | 진출 실패         | 진출 실패         |
| 1984년                            | 진출 실패         | 진출 실패         | 진출 실패         | 진출 실패         | 진출 실패         | 진출 실패         | 진출 실패         | 진출 실패         | 진출 실패         |
| 1988년                            | 조별리그          | 14위              | 3                 | 0                 | 1                 | 2                 | 0                 | 5                 | 1                 |
| 23세 이하 대표팀 경기로 규칙 변경 |                   |                   |                   |                   |                   |                   |                   |                   |                   |
| 합계                              | 1회 진출(1/19)    | 조별리그(2회)     | 3                 | 0                 | 1                 | 2                 | 0                 | 5                 | 1                 |

### 아시안 게임
| 아시안 게임 기록                  | 아시안 게임 기록 | 아시안 게임 기록 | 아시안 게임 기록 | 아시안 게임 기록 | 아시안 게임 기록 | 아시안 게임 기록 | 아시안 게임 기록 | 아시안 게임 기록 | 아시안 게임 기록 |
| 년도                              | 결과             | 순위             | 경기             | 승               | 무*              | 패               | 득점             | 실점             | 승점             |
| --------------------------------- | ---------------- | ---------------- | ---------------- | ---------------- | ---------------- | ---------------- | ---------------- | ---------------- | ---------------- |
| 1951년                            | 비회원국         | 비회원국         | 비회원국         | 비회원국         | 비회원국         | 비회원국         | 비회원국         | 비회원국         | 비회원국         |
| 1954년                            | 비회원국         | 비회원국         | 비회원국         | 비회원국         | 비회원국         | 비회원국         | 비회원국         | 비회원국         | 비회원국         |
| 1958년                            | 비회원국         | 비회원국         | 비회원국         | 비회원국         | 비회원국         | 비회원국         | 비회원국         | 비회원국         | 비회원국         |
| 1962년                            | 비회원국         | 비회원국         | 비회원국         | 비회원국         | 비회원국         | 비회원국         | 비회원국         | 비회원국         | 비회원국         |
| 1966년                            | 비회원국         | 비회원국         | 비회원국         | 비회원국         | 비회원국         | 비회원국         | 비회원국         | 비회원국         | 비회원국         |
| 1970년                            | 비회원국         | 비회원국         | 비회원국         | 비회원국         | 비회원국         | 비회원국         | 비회원국         | 비회원국         | 비회원국         |
| 1974년                            | 조별리그         | 10위             | 3                | 1                | 0                | 2                | 7                | 4                | 3                |
| 1978년                            | 동메달           | 3위              | 7                | 5                | 0                | 2                | 16               | 5                | 15               |
| 1982년                            | 8강              | 7위              | 4                | 2                | 1                | 1                | 4                | 3                | 7                |
| 1986년                            | 8강              | 8위              | 4                | 2                | 1                | 1                | 10               | 7                | 7                |
| 1990년                            | 8강              | 6위              | 4                | 2                | 0                | 2                | 8                | 4                | 6                |
| 1994년                            | 은메달           | 준우승           | 7                | 5                | 1                | 1                | 16               | 8                | 16               |
| 1998년                            | 동메달           | 3위              | 8                | 6                | 0                | 2                | 24               | 7                | 18               |
| 23세 이하 대표팀 경기로 규칙 변경 |                  |                  |                  |                  |                  |                  |                  |                  |                  |
| 합계                              | 11회 출전(2/13)  | 준우승(1회)      | 37               | 23               | 3                | 11               | 85               | 88               | 72               |

### 다이너스티컵/동아시안컵
| EAFF 동아시안컵 기록 | EAFF 동아시안컵 기록 | EAFF 동아시안컵 기록 | EAFF 동아시안컵 기록 | EAFF 동아시안컵 기록 | EAFF 동아시안컵 기록 | EAFF 동아시안컵 기록 | EAFF 동아시안컵 기록 | EAFF 동아시안컵 기록 | EAFF 동아시안컵 기록 |
| 년도                 | 순위                 | 경기                 | 승                   | 무*                  | 패                   | 득점                 | 실점                 | 승점                 |                      |
| 다이너스티컵 기록    | 다이너스티컵 기록    | 다이너스티컵 기록    | 다이너스티컵 기록    | 다이너스티컵 기록    | 다이너스티컵 기록    | 다이너스티컵 기록    | 다이너스티컵 기록    | 다이너스티컵 기록    |                      |
| -------------------- | -------------------- | -------------------- | -------------------- | -------------------- | -------------------- | -------------------- | -------------------- | -------------------- | -------------------- |
| 1990년               | 준우승               | 4                    | 2                    | 1                    | 1                    | 4                    | 2                    | 7                    |                      |
| 1992년               | 4위                  | 3                    | 0                    | 1                    | 2                    | 2                    | 6                    | 1                    |                      |
| 1995년               | 4위                  | 4                    | 0                    | 3                    | 1                    | 2                    | 3                    | 3                    |                      |
| 1998년               | 준우승               | 3                    | 2                    | 0                    | 1                    | 4                    | 2                    | 6                    |                      |
| 동아시안컵 기록      |                      |                      |                      |                      |                      |                      |                      |                      |                      |
| 2003년               | 3위                  | 3                    | 1                    | 0                    | 2                    | 3                    | 4                    | 3                    |                      |
| 2005년               | 우승                 | 3                    | 1                    | 2                    | 0                    | 5                    | 3                    | 5                    |                      |
| 2008년               | 3위                  | 3                    | 1                    | 0                    | 2                    | 5                    | 5                    | 3                    |                      |
| 2010년               | 우승                 | 3                    | 2                    | 1                    | 0                    | 5                    | 0                    | 7                    |                      |
| 2013년               | 준우승               | 3                    | 1                    | 2                    | 0                    | 7                    | 6                    | 5                    |                      |
| 2015년               | 준우승               | 3                    | 1                    | 1                    | 1                    | 3                    | 3                    | 5                    |                      |
| 2017년               | 3위                  | 3                    | 0                    | 2                    | 1                    | 4                    | 5                    | 2                    |                      |
| 2019년               | 본선 직행            | 본선 직행            | 본선 직행            | 본선 직행            | 본선 직행            | 본선 직행            | 본선 직행            | 본선 직행            | 본선 직행            |
| 합계                 | 우승(2회)            | 35                   | 12                   | 14                   | 12                   | 49                   | 42                   | 48                   |                      |

### 차이나컵
| 중국배(차이나 컵) 기록 | 중국배(차이나 컵) 기록 | 중국배(차이나 컵) 기록 | 중국배(차이나 컵) 기록 | 중국배(차이나 컵) 기록 | 중국배(차이나 컵) 기록 | 중국배(차이나 컵) 기록 | 중국배(차이나 컵) 기록 | 중국배(차이나 컵) 기록 | 중국배(차이나 컵) 기록 |
| 년도                   | 순위                   | 경기                   | 승                     | 무*                    | 패                     | 득점                   | 실점                   | 승점                   |                        |
| ---------------------- | ---------------------- | ---------------------- | ---------------------- | ---------------------- | ---------------------- | ---------------------- | ---------------------- | ---------------------- | ---------------------- |
| 2017년                 | 3위                    | 2                      | 0                      | 1                      | 1                      | 1                      | 3                      | 1                      |                        |
| 2018년                 | 4위                    | 2                      | 0                      | 0                      | 2                      | 1                      | 10                     | 0                      |                        |
| 2019년                 | 4위                    | 1                      | 0                      | 0                      | 2                      | 0                      | 2                      | 0                      |                        |
| 합계                   | 3위(1회)               | 5                      | 0                      | 1                      | 4                      | 2                      | 14                     | 1                      |                        |